# Liste des régiments d'artillerie français
L'armée française a constitué de façon ancienne des unités spécialisées dans l'artillerie. L'article qui suit, permet de faire un tour d'horizon sur la diversité des régiments d'artillerie au cours de l'histoire militaire de la France.

## Liste des régiments d'artillerie français d'Ancien Régime
- Régiment Royal-Artillerie
- Régiment de La Fère artillerie
- Régiment de Metz artillerie
- Régiment de Besançon artillerie
- Régiment de Grenoble artillerie
- Régiment de Strasbourg artillerie
- Régiment d'Auxonne artillerie
- Régiment de Toul artillerie
- Régiment des Colonies artillerie

## Liste des régiments d'artillerie sans appellation et par ordre croissant
Depuis la Première Guerre mondiale et excepté les troupes de Marine qui ont une numérotation spéciale, les régiments d'artillerie de l'armée française en métropole ont suivi les numéros suivants :
Série 1 à 310 :
| - 1er régiment d'artillerie - 2e régiment d'artillerie - 3e régiment d'artillerie - 4e régiment d'artillerie - 5e régiment d'artillerie - 6e régiment d'artillerie - 7e régiment d'artillerie - 8e régiment d'artillerie - 9e régiment d'artillerie - 10e régiment d'artillerie - 11e régiment d'artillerie - 12e régiment d'artillerie - 13e régiment d'artillerie - 14e régiment d'artillerie - 15e régiment d'artillerie - 16e régiment d'artillerie - 17e régiment d'artillerie - 18e régiment d'artillerie - 19e régiment d'artillerie - 20e régiment d'artillerie - 21e régiment d'artillerie - 22e régiment d'artillerie - 23e régiment d'artillerie - 24e régiment d'artillerie - 25e régiment d'artillerie - 26e régiment d'artillerie - 27e régiment d'artillerie - 28e régiment d'artillerie - 29e régiment d'artillerie - 30e régiment d'artillerie - 31e régiment d'artillerie - 32e régiment d'artillerie - 33e régiment d'artillerie - 34e régiment d'artillerie - 35e régiment d'artillerie - 36e régiment d'artillerie - 37e régiment d'artillerie - 38e régiment d'artillerie - 39e régiment d'artillerie - 40e régiment d'artillerie - 41e régiment d'artillerie - 42e régiment d'artillerie - 43e régiment d'artillerie - 44e régiment d'artillerie - 45e régiment d'artillerie - 46e régiment d'artillerie - 47e régiment d'artillerie - 48e régiment d'artillerie - 49e régiment d'artillerie - 50e régiment d'artillerie - 51e régiment d'artillerie - 52e régiment d'artillerie - 53e régiment d'artillerie - 54e régiment d'artillerie - 55e régiment d'artillerie - 56e régiment d'artillerie - 57e régiment d'artillerie - 58e régiment d'artillerie - 59e régiment d'artillerie - 60e régiment d'artillerie | - 61e régiment d'artillerie - 62e régiment d'artillerie - 63e régiment d'artillerie - 64e régiment d'artillerie - 65e régiment d'artillerie - 66e régiment d'artillerie - 67e régiment d'artillerie - 68e régiment d'artillerie - 69e régiment d'artillerie - 70e régiment d'artillerie - 71e régiment d'artillerie - 72e régiment d'artillerie - 73e régiment d'artillerie - 74e régiment d'artillerie - 75e régiment d'artillerie - 76e régiment d'artillerie - 77e régiment d'artillerie - 78e régiment d'artillerie - 79e régiment d'artillerie - 80e régiment d'artillerie - 81e régiment d'artillerie - 82e régiment d'artillerie - 83e régiment d'artillerie - 84e régiment d'artillerie - 85e régiment d'artillerie - 86e régiment d'artillerie - 87e régiment d'artillerie - 88e régiment d'artillerie - 89e régiment d'artillerie - 90e régiment d'artillerie - 91e régiment d'artillerie - 92e régiment d'artillerie - 93e régiment d'artillerie - 94e régiment d'artillerie - 95e régiment d'artillerie - 96e régiment d'artillerie - 97e régiment d'artillerie - 98e régiment d'artillerie - 99e régiment d'artillerie - 100e régiment d'artillerie - 101e régiment d'artillerie - 102e régiment d'artillerie - 103e régiment d'artillerie - 104e régiment d'artillerie - 105e régiment d'artillerie - 106e régiment d'artillerie - 107e régiment d'artillerie - 108e régiment d'artillerie - 109e régiment d'artillerie - 110e régiment d'artillerie - 111e régiment d'artillerie - 112e régiment d'artillerie - 113e régiment d'artillerie - 114e régiment d'artillerie - 115e régiment d'artillerie - 116e régiment d'artillerie - 117e régiment d'artillerie - 118e régiment d'artillerie - 119e régiment d'artillerie - 120e régiment d'artillerie | - 121e régiment d'artillerie - 122e régiment d'artillerie - 123e régiment d'artillerie - 124e régiment d'artillerie - 125e régiment d'artillerie - 126e régiment d'artillerie - 127e régiment d'artillerie - 128e régiment d'artillerie - 129e régiment d'artillerie - 130e régiment d'artillerie - 131e régiment d'artillerie - 132e régiment d'artillerie - 133e régiment d'artillerie - 134e régiment d'artillerie - 135e régiment d'artillerie - 136e régiment d'artillerie - 137e régiment d'artillerie - 138e régiment d'artillerie - 139e régiment d'artillerie - 140e régiment d'artillerie - 141e régiment d'artillerie - 142e régiment d'artillerie - 143e régiment d'artillerie - 144e régiment d'artillerie - 145e régiment d'artillerie - 146e régiment d'artillerie - 147e régiment d'artillerie - 148e régiment d'artillerie - 149e régiment d'artillerie - 150e régiment d'artillerie - 151e régiment d'artillerie - 152e régiment d'artillerie - 153e régiment d'artillerie - 154e régiment d'artillerie - 155e régiment d'artillerie - 156e régiment d'artillerie - 157e régiment d'artillerie - 158e régiment d'artillerie - 159e régiment d'artillerie - 160e régiment d'artillerie - 161e régiment d'artillerie - 162e régiment d'artillerie - 163e régiment d'artillerie - 164e régiment d'artillerie - 165e régiment d'artillerie - 166e régiment d'artillerie - 167e régiment d'artillerie - 168e régiment d'artillerie - 169e régiment d'artillerie - 170e régiment d'artillerie - 171e régiment d'artillerie - 172e régiment d'artillerie - 173e régiment d'artillerie - 174e régiment d'artillerie - 175e régiment d'artillerie - 176e régiment d'artillerie - 177e régiment d'artillerie - 178e régiment d'artillerie - 179e régiment d'artillerie - 180e régiment d'artillerie | - 181e régiment d'artillerie - 182e régiment d'artillerie - 183e régiment d'artillerie - 184e régiment d'artillerie - 185e régiment d'artillerie - 186e régiment d'artillerie - 187e régiment d'artillerie - 188e régiment d'artillerie - 189e régiment d'artillerie - 190e régiment d'artillerie - 191e régiment d'artillerie - 192e régiment d'artillerie - 193e régiment d'artillerie - 194e régiment d'artillerie - 195e régiment d'artillerie - 196e régiment d'artillerie - 197e régiment d'artillerie - 198e régiment d'artillerie - 199e régiment d'artillerie - 200e régiment d'artillerie - 201e régiment d'artillerie - 202e régiment d'artillerie - 203e régiment d'artillerie - 204e régiment d'artillerie - 205e régiment d'artillerie - 206e régiment d'artillerie - 207e régiment d'artillerie - 208e régiment d'artillerie - 209e régiment d'artillerie - 210e régiment d'artillerie - 211e régiment d'artillerie - 212e régiment d'artillerie - 213e régiment d'artillerie - 214e régiment d'artillerie - 215e régiment d'artillerie - 216e régiment d'artillerie - 217e régiment d'artillerie - 218e régiment d'artillerie - 219e régiment d'artillerie - 220e régiment d'artillerie - 221e régiment d'artillerie - 222e régiment d'artillerie - 223e régiment d'artillerie - 224e régiment d'artillerie - 225e régiment d'artillerie - 226e régiment d'artillerie - 227e régiment d'artillerie - 228e régiment d'artillerie - 229e régiment d'artillerie - 230e régiment d'artillerie - 231e régiment d'artillerie - 232e régiment d'artillerie - 233e régiment d'artillerie - 234e régiment d'artillerie - 235e régiment d'artillerie - 236e régiment d'artillerie - 237e régiment d'artillerie - 238e régiment d'artillerie - 239e régiment d'artillerie - 240e régiment d'artillerie | - 241e régiment d'artillerie - 242e régiment d'artillerie - 243e régiment d'artillerie - 244e régiment d'artillerie - 245e régiment d'artillerie - 246e régiment d'artillerie - 247e régiment d'artillerie - 248e régiment d'artillerie - 249e régiment d'artillerie - 250e régiment d'artillerie - 251e régiment d'artillerie - 252e régiment d'artillerie - 253e régiment d'artillerie - 254e régiment d'artillerie - 255e régiment d'artillerie - 256e régiment d'artillerie - 257e régiment d'artillerie - 258e régiment d'artillerie - 259e régiment d'artillerie - 260e régiment d'artillerie - 261e régiment d'artillerie - 262e régiment d'artillerie - 263e régiment d'artillerie - 264e régiment d'artillerie - 265e régiment d'artillerie - 266e régiment d'artillerie - 267e régiment d'artillerie - 268e régiment d'artillerie - 269e régiment d'artillerie - 270e régiment d'artillerie - 271e régiment d'artillerie - 272e régiment d'artillerie - 273e régiment d'artillerie - 274e régiment d'artillerie - 275e régiment d'artillerie - 276e régiment d'artillerie - 277e régiment d'artillerie - 278e régiment d'artillerie - 279e régiment d'artillerie - (280e non affecté) - 281e régiment d'artillerie - 282e régiment d'artillerie - 283e régiment d'artillerie - 284e régiment d'artillerie - 285e régiment d'artillerie - 286e régiment d'artillerie - 287e régiment d'artillerie - 288e régiment d'artillerie - 289e régiment d'artillerie - 290e régiment d'artillerie - 301e régiment d'artillerie - 302e régiment d'artillerie - 303e régiment d'artillerie - 304e régiment d'artillerie - 305e régiment d'artillerie - 306e régiment d'artillerie - 307e régiment d'artillerie - 308e régiment d'artillerie - 309e régiment d'artillerie - 310e régiment d'artillerie |

Série 311 à 420:
| - 311e régiment d'artillerie - 312e régiment d'artillerie - 313e régiment d'artillerie - 314e régiment d'artillerie - 315e régiment d'artillerie - 316e régiment d'artillerie - 317e régiment d'artillerie - 318e régiment d'artillerie - 319e régiment d'artillerie - 320e régiment d'artillerie - 321e régiment d'artillerie - 322e régiment d'artillerie - 323e régiment d'artillerie - 324e régiment d'artillerie - 325e régiment d'artillerie - 326e régiment d'artillerie - 327e régiment d'artillerie - (328e non affecté) - 329e régiment d'artillerie - 330e régiment d'artillerie | - 331e régiment d'artillerie - 332e régiment d'artillerie - 333e régiment d'artillerie - 334e régiment d'artillerie - 335e régiment d'artillerie - 336e régiment d'artillerie - 337e régiment d'artillerie - 338e régiment d'artillerie - (339e non affecté) - (340e non affecté) - (341e non affecté) - (342e non affecté) - (343e non affecté) - (344e non affecté) - 345e régiment d'artillerie - (346e non affecté) - (347e non affecté) - (348e non affecté) - (349e non affecté) - (350e non affecté) | - 351e régiment d'artillerie - 352e régiment d'artillerie - 353e régiment d'artillerie - (354e non affecté) - 355e régiment d'artillerie - (356e non affecté) - (357e non affecté) - (358e non affecté) - (359e non affecté) - (360e non affecté) - 361e régiment d'artillerie - (362e non affecté) - 363e régiment d'artillerie - 364e régiment d'artillerie - 365e régiment d'artillerie - (366e non affecté) - (367e non affecté) - (368e non affecté) - (369e non affecté) - 370e régiment d'artillerie | - 371e régiment d'artillerie - 372e régiment d'artillerie - 373e régiment d'artillerie - 374e régiment d'artillerie - (375e non affecté) - (376e non affecté) - (377e non affecté) - (378e non affecté) - (379e non affecté) - 380e régiment d'artillerie - (381e non affecté) - (382e non affecté) - (383e non affecté) - (384e non affecté) - 385e régiment d'artillerie - 386e régiment d'artillerie - 387e régiment d'artillerie - 388e régiment d'artillerie - (389e non affecté) - (390e non affecté) - 391e régiment d'artillerie - (391e à 400e non affecté) | - 401e régiment d'artillerie - 402e régiment d'artillerie - 403e régiment d'artillerie - 404e régiment d'artillerie - 405e régiment d'artillerie - 406e régiment d'artillerie - 407e régiment d'artillerie - 408e régiment d'artillerie - 409e régiment d'artillerie - 410e régiment d'artillerie - 411e régiment d'artillerie - 412e régiment d'artillerie - 413e régiment d'artillerie - 414e régiment d'artillerie - (415e non affecté) - 416e régiment d'artillerie - 417e régiment d'artillerie - 418e régiment d'artillerie - (419e non affecté) - 420e régiment d'artillerie |

Série 421 à 460 :
| - 421e régiment d'artillerie - 422e régiment d'artillerie - 423e régiment d'artillerie - (424e à 430e non affecté) | - (431e à 450e non affecté) | - 451e régiment d'artillerie - 452e régiment d'artillerie - 453e régiment d'artillerie - 454e régiment d'artillerie - (455e non affecté) - 456e régiment d'artillerie - (457e à 460e non affecté) |

## Régiments d'artillerie classés par appellation
Dans la suite de l'article, les régiments sont classés dans une appellation propre à l'organisation de l'artillerie à une période donnée. Pour cette raison, on retrouve pour chaque appellation une classification par période. Par exemple « Régiments existants au début de la Première Guerre mondiale 1914 » sous-entend que l'appellation des régiments d'artillerie est celle définie lors de l'ordre de bataille de l'armée française le 1er août 1914. De même « Régiments existants au début de la Seconde Guerre mondiale 1939-1940 » sous-entend que l'appellation des régiments d'artillerie est celle définie lors de l'ordre de bataille de l'armée française en 1940.
Durant une guerre, l'artillerie subit une réorganisation sensible et rapide aussi bien du nombre de régiments, que de la qualité, de l'armement et des tactiques employées. Cet article n'a pas vocation à décrire ces mutations. Cependant en précisant les régiments présents et leur appellation à la fin d'un conflit (« Régiments existants à la fin de la Première Guerre mondiale 1918-1919 » par exemple), on évalue mieux la transformation qui s'est opérée.

### Régiments d'artillerie à cheval

#### Régiments existants sous le premier empire
- 1er régiment d’artillerie à cheval
- 2e régiment d’artillerie à cheval
- 3e régiment d’artillerie à cheval
- 4e régiment d’artillerie à cheval
- 5e régiment d’artillerie à cheval
- 6e régiment d’artillerie à cheval
- 7e régiment d’artillerie à cheval
- 8e régiment d’artillerie à cheval
- 17e régiment d’artillerie à cheval

### Régiments d'artillerie de place forte ou de forteresse

#### Régiments d'artillerie à pied (R.A.P)
Les régiments d’artillerie à pied sont les actuels régiments d’artillerie, nommés ainsi durant les guerres de la Révolution et de l’Empire.

##### Régiments existants sous le premier empire

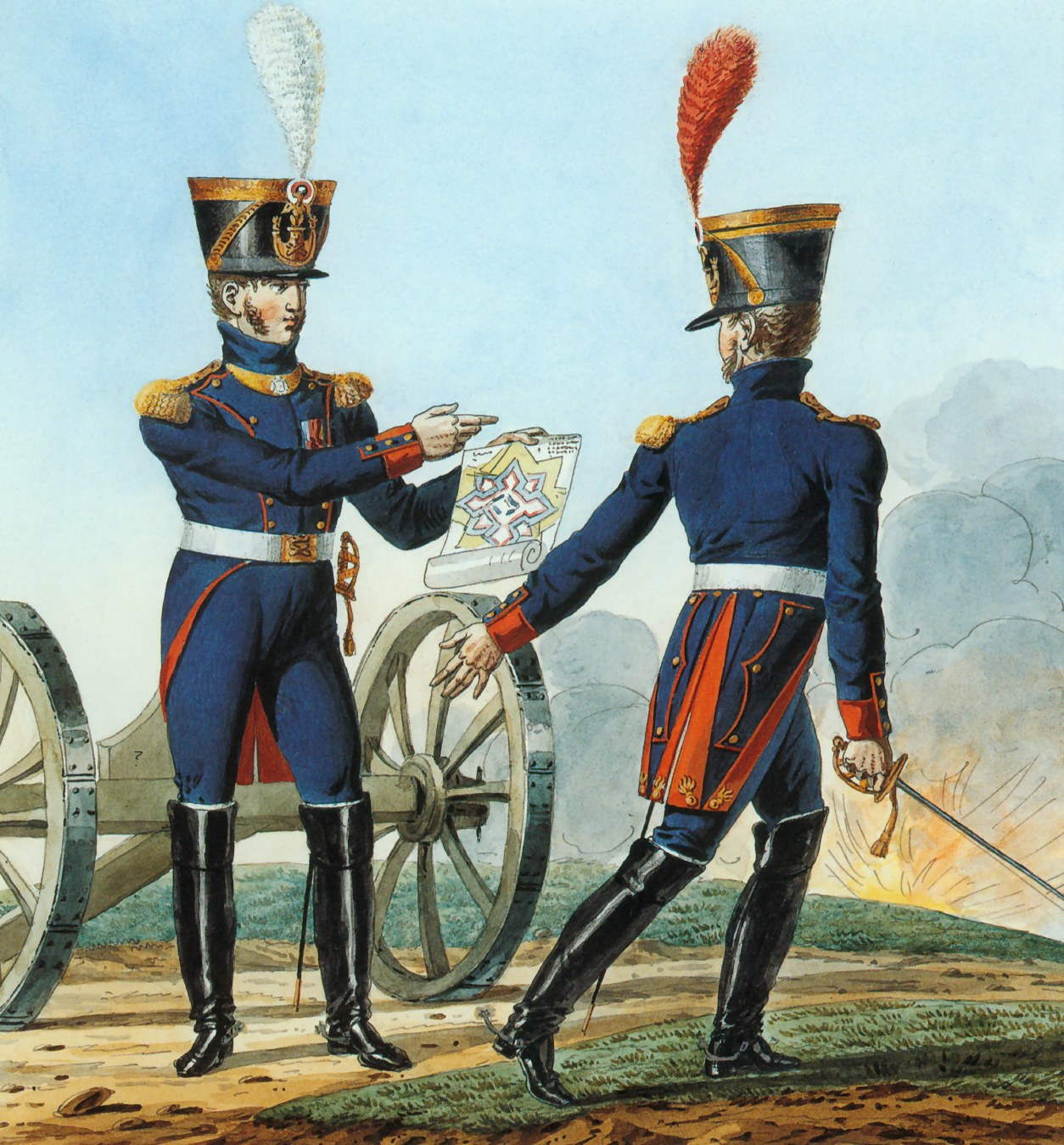
Colonel et chef de bataillon d'artillerie (Carle Vernet, La Grande Armée de 1812).

Dans l'artillerie de l'armée napoléonienne, on distingue trois types d'unité : la compagnie d'artillerie à pied, la compagnie d'artillerie à cheval et la compagnie du train. Certains auteurs utilisent l'appellation batterie plutôt que compagnie. Les compagnies d'artillerie à pied ou à cheval assurent la mise en œuvre des pièces (la mise en place des pièces, leur préparation pour le tir et le tir en lui-même) tandis que les compagnies du train sont chargées de leur transport.
- Les compagnies d'artillerie à pied ont un effectif de 120 hommes (4 officiers, 10 sous-officiers et 106 hommes de troupe) et n'ont aucun cheval. La compagnie à pied met en œuvre 6 canons et 2 obusiers.
- Les compagnies d'artillerie à cheval ont un effectif de 100 hommes (4 officiers, 10 sous-officiers et 80 hommes de troupe). Chaque homme dispose d'un cheval de selle. La compagnie à cheval met en œuvre 4 canons et 2 obusiers.
- Les compagnies du train ont un effectif théorique de 141 hommes (1 officier, 14 sous-officiers, 126 hommes de troupe). Elles disposent de 20 chevaux de selle et de 230 chevaux de trait. Cette organisation a pour but de ne pas laisser les chevaux de trait trop près des pièces lors de la bataille.

Les pièces d'artillerie comprennent des canons dont le calibre peut être de 4, 6, 8 ou 12 livres et des obusiers de 5 ou 6 pouces. L'attelage d'un canon ou d'un obusier est de 4 chevaux de trait sauf pour le canon de 12 livres qui en requiert 6. Les caissons à munitions sont tirés par 4 chevaux. Généralement, 3 caissons à munitions sont prévus par pièce.
La Garde impériale disposait elle aussi d'une puissante réserve d'artillerie.

##### Régiments existants au début de la guerre de 1870

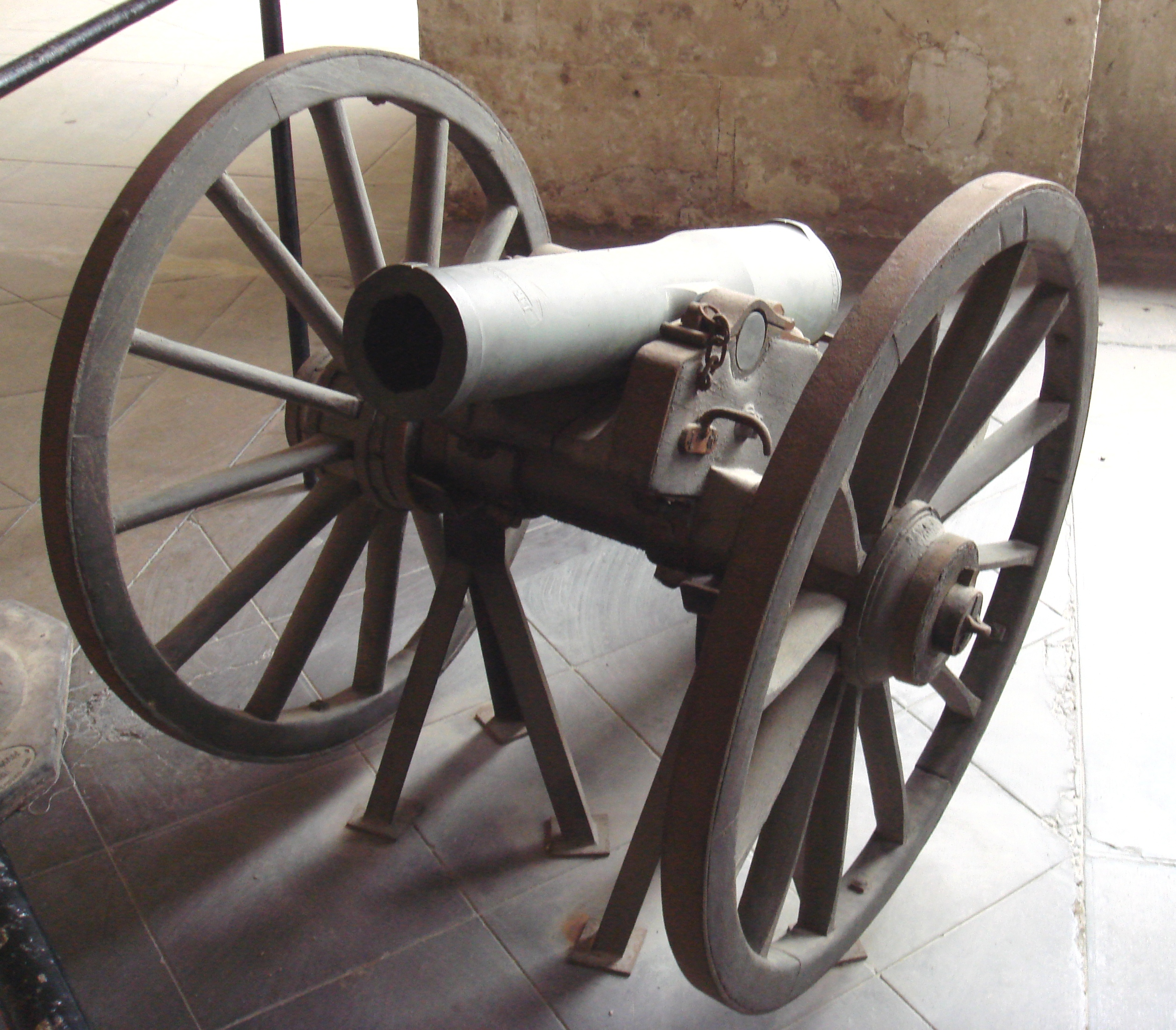
Canon de montagne de 4 la Hitte, modèle 1859 Le Pétulant. Calibre de 86 mm. Longueur 0,82 m. Poids 101 kg (208 kg avec l'affût). Munition: obus de 4 kg.

Le corps d'artillerie est composé depuis 1867 de 15 régiments montés dont un de la garde, ce qui représente en théorie 186 batteries montées et à pied, et de 5 régiments à cheval dont un de la garde qui forment 38 batteries. Soit un ensemble (théorique) de 1 344 bouches à feu attelées en tout.
Les batteries montées ou à cheval assurant elles-mêmes le service des pièces, des caissons et des voitures, les batteries à pied et les parcs étant quant à eux attelés par les soins du train d'artillerie  composé de 2 régiments de 12 compagnies chacun et d'un escadron de la garde impériale à deux compagnies.
En théorie, l'artillerie est répartie dans les Divisions d'infanterie à raison de 3 batteries de 6 pièces dont deux de 4 la Hitte et une de mitrailleuse ou « canon à balle » Reffye à 6 pièces.
Chaque Corps disposant en plus d'une réserve d'artillerie composée de deux batteries de 12 la Hitte, de 2 batteries de 4 montées et de deux batteries de 4 à cheval.
La Division de cavalerie de la garde disposant quant à elle de deux batteries à cheval de 4 la Hitte. En théorie une réserve générale d'artillerie aurait dû être mise en place à l'Armée du Rhin, mais l'inertie de l'institution militaire et la rapidité des événements allait rendre la chose impossible. S'il est de bon ton d'affirmer péremptoirement que les canons français chargés par la bouche étaient mauvais, des études faites en 1872 sont moins affirmatives. En fait on a alors pu constater que si la portée de tir supplémentaire des canons Krupp est de 400 mètres en réalité ceci est surtout dû au fait que les canons français utilisent essentiellement des obus à fusée dont la durée de mise à feu ne permet au maximum qu'une portée de 2 800 mètres et qui sont peu précises pour les réglages de temporisation. Dotés de systèmes percutants, les obus sont à peu de chose près identiques à leurs homologues  allemands comme le démontrera la bataille de Coulmiers. La cadence de tir est identique car les deux types de canons nécessitent une remise en position après chaque tir. En réalité la supériorité de l'artillerie allemande est basée sur une conception différente de l'organisation qui permet au chef de corps de concentrer l'ensemble du feu de ses batteries, sur la priorité de l'artillerie dans les colonnes en marche et sur une supériorité numérique accablante de près de 2 000 pièces contre 936.

##### Régiments existants au début de la Première Guerre mondiale 1914
Il existe 9 régiments d'artillerie à pied en 1914
- 1er régiment d'artillerie à pied
- 3e régiment d'artillerie à pied
- 5e régiment d'artillerie à pied
- 6e régiment d'artillerie à pied
- 7e régiment d'artillerie à pied
- 8e régiment d'artillerie à pied
- 9e régiment d'artillerie à pied
- 10e régiment d'artillerie à pied
- 11e régiment d'artillerie à pied

##### Régiments existants à la fin de la Première Guerre mondiale 1918-1919
- Compagnie d'Ouvriers Militaires de Chemins de Fer, compagnies détachée au Régiment d'artillerie à Pied :

La construction des voies ferrées des réseaux de l'artillerie au front (voie étroite) était faite par des batteries de Régiments d'Artillerie à Pied (R.A.P.) jusqu'en 1917, date à laquelle ces batteries sont regroupées au sein du 69e R.A.
Au front, les locomotives étaient exploitées par du personnel dépendant de l'artillerie. Celles de voie étroite par des sections d'exploitation d'abord rattachées à des Régiments d'Artillerie à Pied (R.A.P.) puis au 68e Régiment d'Artillerie à partir de 1917, le 68e R.A absorbe le 69e RA dissout. Après la Première Guerre mondiale, l'artillerie n'a plus besoin de son régiment, et le génie militaire le récupère.
- 68e régiment d'artillerie à pied
- 69e régiment d'artillerie à pied

Création de nouveaux régiments d'artillerie à pied à partir d'août 1918
- 151e régiment d'artillerie à pied
- 152e régiment d'artillerie à pied
- 153e régiment d'artillerie à pied
- 154e régiment d'artillerie à pied
- 155e régiment d'artillerie à pied
- 156e régiment d'artillerie à pied
- 157e régiment d'artillerie à pied
- 158e régiment d'artillerie à pied
- 159e régiment d'artillerie à pied
- 160e régiment d'artillerie à pied
- 161e régiment d'artillerie à pied
- 163e régiment d'artillerie[1],[2]
- 182e régiment d'artillerie à pied colonial
- 183e régiment d'artillerie à pied colonial

#### Régiments d'artillerie de position (R.A.P)
De 1933 à 1940, ces régiments participent à la défense des places fortes,
des forteresses et des lignes de défense fortifiées tel la ligne Maginot.
- 150e régiment d'artillerie de position
- 151e régiment d'artillerie de position
- 152e régiment d'artillerie de position
- 153e régiment d'artillerie de position
- 154e régiment d'artillerie de position
- 155e régiment d'artillerie de position
- 156e régiment d'artillerie de position
- 157e régiment d'artillerie de position
- 158e régiment d'artillerie de position
- 159e régiment d'artillerie de position

- 160e régiment d'artillerie de position
- 161e régiment d'artillerie de position
- 162e régiment d'artillerie de position
- 163e régiment d'artillerie de position
- 164e régiment d'artillerie de position
- 165e régiment d'artillerie de position
- 166e régiment d'artillerie de position
- 167e régiment d'artillerie de position
- 168e régiment d'artillerie de position
- 169e régiment d'artillerie de position
- 170e régiment d'artillerie de position
- 388e régiment d'artillerie de position

### Régiments d'artillerie de campagne (ou artillerie légère)
Les régiments d'artillerie de campagne (ou artillerie légère) sont équipés de canons dont le diamètre est supérieur à 20 mm et inférieur à 105 mm environ. Cette classification est un peu stricte car, dans certains cas, des régiments dits "mixtes" sont équipés des deux types d'artillerie : légère et lourde.

#### Régiments d'artillerie de campagne(R.A.C)

##### Régiments existants au début de la Première Guerre mondiale 1914
Classiquement équipé de canon de 75 modèle 1897, la liste des régiments d'artillerie de campagne est la suivante :
| - 1er régiment d'artillerie de campagne - 2e régiment d'artillerie de campagne - 3e régiment d'artillerie de campagne - 4e régiment d'artillerie de campagne - 5e régiment d'artillerie de campagne - 6e régiment d'artillerie de campagne - 7e régiment d'artillerie de campagne - 8e régiment d'artillerie de campagne - 9e régiment d'artillerie de campagne - 10e régiment d'artillerie de campagne - 11e régiment d'artillerie de campagne - 12e régiment d'artillerie de campagne - 13e régiment d'artillerie de campagne - 14e régiment d'artillerie de campagne - 15e régiment d'artillerie de campagne - 16e régiment d'artillerie de campagne - 17e régiment d'artillerie de campagne - 18e régiment d'artillerie de campagne - 19e régiment d'artillerie de campagne - 20e régiment d'artillerie de campagne - 21e régiment d'artillerie de campagne - 22e régiment d'artillerie de campagne - 23e régiment d'artillerie de campagne - 24e régiment d'artillerie de campagne - 25e régiment d'artillerie de campagne - 26e régiment d'artillerie de campagne - 27e régiment d'artillerie de campagne - 28e régiment d'artillerie de campagne - 29e régiment d'artillerie de campagne - 30e régiment d'artillerie de campagne - 31e régiment d'artillerie de campagne | - 32e régiment d'artillerie de campagne - 33e régiment d'artillerie de campagne - 34e régiment d'artillerie de campagne - 35e régiment d'artillerie de campagne - 36e régiment d'artillerie de campagne - 37e régiment d'artillerie de campagne - 38e régiment d'artillerie de campagne - 39e régiment d'artillerie de campagne - 40e régiment d'artillerie de campagne - 41e régiment d'artillerie de campagne - 42e régiment d'artillerie de campagne - 43e régiment d'artillerie de campagne - 44e régiment d'artillerie de campagne - 45e régiment d'artillerie de campagne - 46e régiment d'artillerie de campagne - 47e régiment d'artillerie de campagne - 48e régiment d'artillerie de campagne - 49e régiment d'artillerie de campagne - 50e régiment d'artillerie de campagne - 51e régiment d'artillerie de campagne - 52e régiment d'artillerie de campagne - 53e régiment d'artillerie de campagne - 54e régiment d'artillerie de campagne - 55e régiment d'artillerie de campagne - 56e régiment d'artillerie de campagne - 57e régiment d'artillerie de campagne - 58e régiment d'artillerie de campagne - 59e régiment d'artillerie de campagne - 60e régiment d'artillerie de campagne - 61e régiment d'artillerie de campagne - 62e régiment d'artillerie de campagne |

##### Régiments existants à la fin de la Première Guerre mondiale 1918-1919
La série 201e à 279e s'ajoute à ceux précédemment cités (création pour la plupart en avril 1917).
| - 201e régiment d'artillerie de campagne - 202e régiment d'artillerie de campagne - 203e régiment d'artillerie de campagne - 204e régiment d'artillerie de campagne - 205e régiment d'artillerie de campagne - 206e régiment d'artillerie de campagne - 207e régiment d'artillerie de campagne - 208e régiment d'artillerie de campagne - 209e régiment d'artillerie de campagne - 210e régiment d'artillerie de campagne - 211e régiment d'artillerie de campagne - 212e régiment d'artillerie de campagne - 213e régiment d'artillerie de campagne - 214e régiment d'artillerie de campagne - 215e régiment d'artillerie de campagne - 216e régiment d'artillerie de campagne - 217e régiment d'artillerie de campagne - 218e régiment d'artillerie de campagne - 219e régiment d'artillerie de campagne - 220e régiment d'artillerie de campagne - 221e régiment d'artillerie de campagne - 222e régiment d'artillerie de campagne - 223e régiment d'artillerie de campagne - 224e régiment d'artillerie de campagne - 225e régiment d'artillerie de campagne - 226e régiment d'artillerie de campagne - 227e régiment d'artillerie de campagne - 228e régiment d'artillerie de campagne - 229e régiment d'artillerie de campagne | - 230e régiment d'artillerie de campagne - 231e régiment d'artillerie de campagne - 232e régiment d'artillerie de campagne - 233e régiment d'artillerie de campagne - 234e régiment d'artillerie de campagne - 235e régiment d'artillerie de campagne - 236e régiment d'artillerie de campagne - 237e régiment d'artillerie de campagne - 238e régiment d'artillerie de campagne - 239e régiment d'artillerie de campagne - 240e régiment d'artillerie de campagne - 241e régiment d'artillerie de campagne - 242e régiment d'artillerie de campagne - 243e régiment d'artillerie de campagne - 244e régiment d'artillerie de campagne - 245e régiment d'artillerie de campagne - 246e régiment d'artillerie de campagne - 247e régiment d'artillerie de campagne - 248e régiment d'artillerie de campagne - 249e régiment d'artillerie de campagne - 250e régiment d'artillerie de campagne - 251e régiment d'artillerie de campagne - 252e régiment d'artillerie de campagne - 253e régiment d'artillerie de campagne - 254e régiment d'artillerie de campagne - 255e régiment d'artillerie de campagne - 256e régiment d'artillerie de campagne - 257e régiment d'artillerie de campagne - 258e régiment d'artillerie de campagne | - 259e régiment d'artillerie de campagne - 260e régiment d'artillerie de campagne - 261e régiment d'artillerie de campagne - 262e régiment d'artillerie de campagne - 263e régiment d'artillerie de campagne - 264e régiment d'artillerie de campagne - 265e régiment d'artillerie de campagne - 266e régiment d'artillerie de campagne - 267e régiment d'artillerie de campagne - 268e régiment d'artillerie de campagne - 269e régiment d'artillerie de campagne - 270e régiment d'artillerie de campagne - 271e régiment d'artillerie de campagne - 272e régiment d'artillerie de campagne - 273e régiment d'artillerie de campagne - 274e régiment d'artillerie de campagne - 275e régiment d'artillerie de campagne - 276e régiment d'artillerie de campagne - 277e régiment d'artillerie de campagne - 278e régiment d'artillerie de campagne - 279e régiment d'artillerie de campagne |

#### Régiments d'artillerie divisionnaire (R.A.D)

##### Régiments existants au début de la Seconde Guerre mondiale 1939-1940
| - 1er régiment d'artillerie divisionnaire - 3e régiment d’artillerie divisionnaire - 4e régiment d’artillerie divisionnaire - 5e régiment d’artillerie divisionnaire - 7e régiment d’artillerie divisionnaire - 8e régiment d’artillerie divisionnaire - 9e régiment d’artillerie divisionnaire - 10e régiment d’artillerie divisionnaire - 11e régiment d’artillerie divisionnaire - 12e régiment d’artillerie divisionnaire - 13e régiment d’artillerie divisionnaire - 14e régiment d’artillerie divisionnaire - 15e régiment d’artillerie divisionnaire - 16e régiment d’artillerie divisionnaire - 17e régiment d’artillerie divisionnaire - 18e régiment d’artillerie divisionnaire - 19e régiment d’artillerie divisionnaire - 21e régiment d’artillerie divisionnaire - 22e régiment d’artillerie divisionnaire - 24e régiment d’artillerie divisionnaire - 25e régiment d’artillerie divisionnaire - 26e régiment d’artillerie divisionnaire - 27e régiment d’artillerie divisionnaire - 28e régiment d’artillerie divisionnaire | - 29e régiment d’artillerie divisionnaire - 30e régiment d’artillerie divisionnaire - 31e régiment d’artillerie divisionnaire - 32e régiment d’artillerie divisionnaire - 34e régiment d’artillerie divisionnaire - 35e régiment d’artillerie divisionnaire - 36e régiment d’artillerie divisionnaire - 37e régiment d’artillerie divisionnaire - 38e régiment d’artillerie mixte divisionnaire - 41e régiment d’artillerie divisionnaire - 42e régiment d’artillerie divisionnaire - 43e régiment d’artillerie divisionnaire - 44e régiment d’artillerie mixte divisionnaire - 45e régiment d’artillerie mixte divisionnaire - 47e régiment d’artillerie divisionnaire - 48e régiment d’artillerie divisionnaire - 50e régiment d’artillerie mixte divisionnaire - 51e régiment d’artillerie mixte divisionnaire - 52e régiment d’artillerie mixte divisionnaire - 53e régiment d’artillerie mixte divisionnaire - 55e régiment d’artillerie divisionnaire - 56e régiment d’artillerie divisionnaire - 57e régiment d’artillerie mixte divisionnaire | - 58e régiment d’artillerie divisionnaire - 61e régiment d’artillerie divisionnaire - 68e régiment d’artillerie divisionnaire - 84e régiment d’artillerie divisionnaire - 89e régiment d’artillerie divisionnaire - 90e régiment d’artillerie divisionnaire - 91e régiment d’artillerie divisionnaire - 95e régiment d’artillerie divisionnaire - 97e régiment d’artillerie divisionnaire - 98e régiment d’artillerie divisionnaire - 323e régiment d'artillerie divisionnaire tracté - 324e régiment d'artillerie divisionnaire tracté - 325e régiment d'artillerie divisionnaire tracté - 326e régiment d'artillerie divisionnaire tracté - 327e régiment d'artillerie divisionnaire tracté - 329e régiment d'artillerie divisionnaire tracté |

##### Régiments existants à la fin de la Seconde Guerre mondiale 1944-1945
- 1er régiment d'artillerie
- 4e régiment d’artillerie
- 10e régiment d’artillerie
- 11e régiment d’artillerie
- 12e régiment d’artillerie
- 15e régiment d’artillerie
- 16e régiment d’artillerie
- 20e régiment d'artillerie
- 24e régiment d’artillerie
- 30e régiment d’artillerie
- 32e régiment d’artillerie

#### Régiments d'artillerie de montagne (RAM)

##### Régiments existants au début de la Première Guerre mondiale 1914
- 1er régiment d'artillerie de montagne
- 2e régiment d'artillerie de montagne

##### Régiments existants à la fin de la Première Guerre mondiale 1918-1919
Les deux régiments d'artillerie de montagne précédemment cités sont encore présents à la fin de la guerre, plus le 13e régiment d'artillerie coloniale de montagne.

##### Entre-deux-guerres
Le 1er et 2e régiment d'artillerie de montagne deviennent respectivement le 93e et 94e :
- 93e régiment d'artillerie de montagne
- 94e régiment d'artillerie de montagne

##### Régiments existants au début de la Seconde Guerre mondiale 1939-1940
Les régiments d’artillerie de montagne en septembre 1939 sont organisés en un état-major, une batterie hors-rang, deux groupes légers à deux batteries de 75mm (équipés de canons Schneider modèle 1928 (en)) et d’un groupe lourd à deux batteries de 155mm (Schneider modèle 1917).
- 2e régiment d'artillerie de montagne[3]
- 92e régiment d’artillerie de montagne
- 93e régiment d'artillerie de montagne
- 94e régiment d'artillerie de montagne
- 96e régiment d'artillerie de montagne

##### Régiments existants à la fin de la Seconde Guerre mondiale 1944-1945
- 93e régiment d'artillerie de montagne

#### Régiments d'artillerie à tracteurs tous terrains (RATTT)
Régiments existants au début de la Seconde Guerre mondiale 1939-1940 :
- 71e régiment d’artillerie de division légère mécanique (ou régiment d'artillerie à tracteurs tous terrains)
- 72e régiment d’artillerie de division légère de cavalerie (ou régiment d'artillerie à tracteurs tous terrains)
- 73e régiment d’artillerie de division légère de cavalerie (ou régiment d'artillerie à tracteurs tous terrains)
- 74e régiment d’artillerie de division légère mécanique (ou régiment d'artillerie à tracteurs tous terrains)
- 75e régiment d’artillerie de division légère de cavalerie (ou régiment d'artillerie à tracteurs tous terrains)
- 76e régiment d’artillerie de division légère mécanique (ou régiment d'artillerie à tracteurs tous terrains)
- 77e régiment d’artillerie de division légère de cavalerie (ou régiment d'artillerie à tracteurs tous terrains)
- 78e régiment d’artillerie de division légère de cavalerie (ou régiment d'artillerie à tracteurs tous terrains)

- 305e régiment d'artillerie tractée tout-terrain
- 309e régiment d'artillerie tractée tout-terrain
- 319e régiment d'artillerie tractée tout-terrain
- 322e régiment d'artillerie tractée tout-terrain

#### Régiments d'artillerie de région fortifiée (RARF)
Régiments existants au début de la Seconde Guerre mondiale 1939-1940 :
- 23e régiment d’artillerie de région fortifiée
- 39e régiment d’artillerie de région fortifiée
- 46e régiment d’artillerie de région fortifiée
- 49e régiment d’artillerie de région fortifiée
- 59e régiment d’artillerie de région fortifiée
- 60e régiment d’artillerie de région fortifiée
- 69e régiment d’artillerie de région fortifiée

#### Régiments d'artillerie portée (RAP)
Régiments existants en 1939-1940 :
- 301e régiment d'artillerie portée
- 302e régiment d'artillerie portée
- 303e régiment d'artillerie portée
- 304e régiment d'artillerie portée
- 306e régiment d'artillerie portée
- 307e régiment d'artillerie portée
- 308e régiment d'artillerie portée
- 311e régiment d'artillerie portée
- 312e régiment d'artillerie portée
- 313e régiment d'artillerie portée
- 314e régiment d'artillerie portée
- 315e régiment d'artillerie portée
- 316e régiment d'artillerie portée
- 317e régiment d'artillerie portée
- 318e régiment d'artillerie portée
- 321e régiment d'artillerie portée

#### Régiments d'artillerie mobile de forteresse (RAMF)
Régiments existants au début de la Seconde Guerre mondiale 1939-1940 :
- 70e régiment d’artillerie mobile de forteresse
- 99e régiment d’artillerie mobile de forteresse

### Régiments d'artillerie lourde (RAL)
Les régiments d'artillerie lourde sont équipés de canons, mortiers ou obusiers dont le diamètre est supérieur à 100 mm environ.

#### Régiments existants au début de la Première Guerre mondiale 1914
- Au début de la guerre, L'armée française est équipée de :
  - canons de 120 mm court modèle 1890 ;
  - canons de 120 mm long modèle 1878 ;
  - canons de 155 mm court modèle 1904 Rimailho ;
  - canons de 155 mm long modèle 1877 ;
  - mortiers de 220 mm modèle 1880 ;
  - mortiers de 270 mm modèle 1885.

Les régiments sont : 
- 1er régiment d'artillerie lourde
- 2e régiment d'artillerie lourde
- 3e régiment d'artillerie lourde
- 4e régiment d'artillerie lourde
- 5e régiment d'artillerie lourde

Ces régiments seront dissous au 1er novembre 1915.

#### Régiments existants à la fin de la Première Guerre mondiale 1918-1919

##### Régiments d'artillerie lourde à grande puissance (R.A.L.G.P)
- 70e régiment d'artillerie lourde à grande puissance
- 71e régiment d'artillerie lourde à grande puissance
- 72e régiment d'artillerie lourde à grande puissance
- 73e régiment d'artillerie lourde à grande puissance
- 74e régiment d'artillerie lourde à grande puissance
- 75e régiment d'artillerie lourde à grande puissance
- 76e régiment d'artillerie lourde à grande puissance
- 77e régiment d'artillerie lourde à grande puissance
- 78e régiment d'artillerie lourde à grande puissance

##### Régiments d'artillerie lourde à tracteurs (R.A.L.T)
- 81e régiment d'artillerie lourde à tracteurs
- 82e régiment d'artillerie lourde à tracteurs
- 83e régiment d'artillerie lourde à tracteurs
- 84e régiment d'artillerie lourde à tracteurs
- 85e régiment d'artillerie lourde à tracteurs
- 86e régiment d'artillerie lourde à tracteurs
- 87e régiment d'artillerie lourde à tracteurs
- 88e régiment d'artillerie lourde à tracteurs
- 89e régiment d'artillerie lourde à tracteurs
- 90e régiment d'artillerie lourde à tracteurs

##### Régiments d'artillerie lourde (RAL), aussi appelé régiments d'artillerie lourde hippomobile (RALH)
| - 101e régiment d'artillerie lourde hippomobile - 102e régiment d'artillerie lourde hippomobile - 103e régiment d'artillerie lourde hippomobile - 104e régiment d'artillerie lourde hippomobile - 105e régiment d'artillerie lourde hippomobile - 106e régiment d'artillerie lourde hippomobile - 107e régiment d'artillerie lourde hippomobile - 108e régiment d'artillerie lourde hippomobile - 109e régiment d'artillerie lourde hippomobile - 110e régiment d'artillerie lourde hippomobile - 111e régiment d'artillerie lourde hippomobile - 112e régiment d'artillerie lourde hippomobile - 113e régiment d'artillerie lourde hippomobile - 114e régiment d'artillerie lourde hippomobile - 115e régiment d'artillerie lourde hippomobile - 116e régiment d'artillerie lourde hippomobile - 117e régiment d'artillerie lourde hippomobile - 118e régiment d'artillerie lourde hippomobile\| - 120e régiment d'artillerie lourde hippomobile - 121e régiment d'artillerie lourde hippomobile - 130e régiment d'artillerie lourde hippomobile - 131e régiment d'artillerie lourde hippomobile - 132e régiment d'artillerie lourde hippomobile - 133e régiment d'artillerie lourde hippomobile - 134e régiment d'artillerie lourde hippomobile - 135e régiment d'artillerie lourde hippomobile - 136e régiment d'artillerie lourde hippomobile - 137e régiment d'artillerie lourde hippomobile - 138e régiment d'artillerie lourde hippomobile - 141e, 142e, 143e RALH sont des régiments coloniaux - 145e régiment d'artillerie lourde hippomobile |

##### Régiments d'artillerie lourde à tracteurs ou tractée (R.A.L.T)
Création en octobre 1917 lors du dédoublement des régiments portant le numéro 81e à 90e.
- 281e régiment d'artillerie lourde à tracteurs
- 282e régiment d'artillerie lourde à tracteurs
- 283e régiment d'artillerie lourde à tracteurs
- 284e régiment d'artillerie lourde à tracteurs
- 285e régiment d'artillerie lourde à tracteurs
- 286e régiment d'artillerie lourde à tracteurs
- 287e régiment d'artillerie lourde à tracteurs
- 288e régiment d'artillerie lourde à tracteurs
- 289e régiment d'artillerie lourde à tracteurs
- 290e régiment d'artillerie lourde à tracteurs

##### Régiments d'artillerie lourde (RAL), aussi appelés régiments d'artillerie lourde hippomobile (RALH)
| - 301e régiment d'artillerie lourde hippomobile - 303e régiment d'artillerie lourde hippomobile - 305e régiment d'artillerie lourde hippomobile - 306e régiment d'artillerie lourde hippomobile - 308e régiment d'artillerie lourde hippomobile - 309e régiment d'artillerie lourde hippomobile - 313e régiment d'artillerie lourde hippomobile - 314e régiment d'artillerie lourde hippomobile - 315e régiment d'artillerie lourde hippomobile - 316e régiment d'artillerie lourde hippomobile - 317e régiment d'artillerie lourde hippomobile - 320e régiment d'artillerie lourde hippomobile - 330e régiment d'artillerie lourde hippomobile - 345e régiment d'artillerie lourde hippomobile | - 407e régiment d'artillerie lourde hippomobile - 409e régiment d'artillerie lourde hippomobile - 412e régiment d'artillerie lourde hippomobile - 413e régiment d'artillerie lourde hippomobile - 414e régiment d'artillerie lourde hippomobile - 416e régiment d'artillerie lourde hippomobile - 417e régiment d'artillerie lourde hippomobile - 418e régiment d'artillerie lourde hippomobile - 420e régiment d'artillerie lourde hippomobile - 421e régiment d'artillerie lourde hippomobile - 451e régiment d'artillerie lourde hippomobile - 452e régiment d'artillerie lourde hippomobile - 453e régiment d'artillerie lourde hippomobile - 454e régiment d'artillerie lourde hippomobile - 456e régiment d'artillerie lourde hippomobile |

D'autres régiments existent brièvement de mars à août 1918 environ :
| - 302e régiment d'artillerie lourde hippomobile - 304e régiment d'artillerie lourde hippomobile - 307e régiment d'artillerie lourde hippomobile - 310e régiment d'artillerie lourde hippomobile - 311e régiment d'artillerie lourde hippomobile - 312e régiment d'artillerie lourde hippomobile - 318e régiment d'artillerie lourde hippomobile - 321e régiment d'artillerie lourde hippomobile | - 331e régiment d'artillerie lourde hippomobile - 332e régiment d'artillerie lourde hippomobile - 333e régiment d'artillerie lourde hippomobile - 334e régiment d'artillerie lourde hippomobile - 335e régiment d'artillerie lourde hippomobile - 336e régiment d'artillerie lourde hippomobile - 338e régiment d'artillerie lourde hippomobile |

##### Régiment d'artillerie lourde coloniale (R.A.L.C)
- 141e régiment d'artillerie lourde coloniale
- 142e régiment d'artillerie lourde coloniale[4]
- 143e régiment d'artillerie lourde coloniale
- 341e régiment d'artillerie lourde coloniale
- 342e régiment d'artillerie lourde coloniale
- 343e régiment d'artillerie lourde coloniale

#### Régiments existants au début de la Seconde Guerre mondiale 1939-1940

##### Régiments d'artillerie lourde hippomobile (R.A.L.H)
- 105e régiment d'artillerie lourde hippomobile
- 106e régiment d'artillerie lourde hippomobile
- 109e régiment d'artillerie lourde hippomobile
- 112e régiment d'artillerie lourde hippomobile
- 113e régiment d'artillerie lourde hippomobile
- 114e régiment d'artillerie lourde hippomobile
- 115e régiment d'artillerie lourde hippomobile
- 116e régiment d'artillerie lourde hippomobile
- 117e régiment d'artillerie lourde hippomobile
- 118e régiment d'artillerie lourde hippomobile
- 121e régiment d'artillerie lourde hippomobile

- 141e régiment d'artillerie lourde hippomobile
- 142e régiment d'artillerie lourde hippomobile
- 143e régiment d'artillerie lourde hippomobile
- 144e régiment d'artillerie lourde hippomobile
- 145e régiment d'artillerie lourde hippomobile
- 146e régiment d'artillerie lourde hippomobile
- 147e régiment d'artillerie lourde hippomobile
- 148e régiment d'artillerie lourde hippomobile
- 149e régiment d'artillerie lourde hippomobile

##### Régiments d'artillerie lourde à tracteurs (R.A.L.T)
Ils sont organisés en 1939/1940 en un état-major, une batterie hors-rang et trois ou quatre groupes avec un état-major, une colonne de ravitaillement et trois batteries de quatre pièces.
- 181e régiment d'artillerie à tracteurs
- 182e régiment d'artillerie à tracteurs
- 183e régiment d'artillerie à tracteurs
- 184e régiment d'artillerie à tracteurs
- 185e régiment d'artillerie à tracteurs
- 187e régiment d'artillerie à tracteurs
- 188e régiment d'artillerie à tracteurs
- 189e régiment d'artillerie à tracteurs
- 190e régiment d'artillerie à tracteurs
- 191e régiment d'artillerie à tracteurs
- 192e régiment d'artillerie à tracteurs
- 193e régiment d'artillerie à tracteurs
- 194e régiment d'artillerie à tracteurs
- 195e régiment d'artillerie à tracteurs
- 196e régiment d'artillerie à tracteurs
- 197e régiment d'artillerie à tracteurs

##### Régiments d'artillerie lourde automobile (R.A.L.A)
- 101e régiment d'artillerie lourde automobile
- 102e régiment d'artillerie lourde automobile
- 103e régiment d'artillerie lourde automobile
- 104e régiment d'artillerie lourde automobile
- 107e régiment d'artillerie lourde automobile
- 108e régiment d'artillerie lourde automobile
- 120e régiment d'artillerie lourde automobile
- 123e régiment d'artillerie lourde automobile
- 124e régiment d'artillerie lourde automobile
- 125e régiment d'artillerie lourde automobile

##### Régiments d'artillerie lourde divisionnaire (R.A.L.D)
Le régiment type 1939 disposait de trois groupes de 75mm et de deux groupes de 155mm ou d’un groupe de 105 et d’un de 155mm, groupes formant ensuite un RAD et un RALD, chaque groupe disposant d’un état-major, d’une colonne de ravitaillement et de trois batteries à quatre pièces.
| - 201e régiment d'artillerie lourde divisionnaire - 202e régiment d'artillerie lourde divisionnaire - 203e régiment d'artillerie lourde divisionnaire - 204e régiment d'artillerie lourde divisionnaire - 205e régiment d'artillerie lourde divisionnaire - 206e régiment d'artillerie lourde divisionnaire - 207e régiment d'artillerie lourde divisionnaire - 208e régiment d'artillerie lourde divisionnaire - 209e régiment d'artillerie lourde divisionnaire - 210e régiment d'artillerie lourde divisionnaire - 211e régiment d'artillerie lourde divisionnaire - 212e régiment d'artillerie lourde divisionnaire - 213e régiment d'artillerie lourde divisionnaire - 214e régiment d'artillerie lourde divisionnaire - 215e régiment d'artillerie lourde divisionnaire - 216e régiment d'artillerie lourde divisionnaire - 217e régiment d'artillerie lourde divisionnaire - 218e régiment d'artillerie lourde divisionnaire - 219e régiment d'artillerie lourde divisionnaire - 220e régiment d'artillerie lourde divisionnaire - 221e régiment d'artillerie lourde divisionnaire | - 222e régiment d'artillerie lourde divisionnaire - 224e régiment d'artillerie lourde divisionnaire - 225e régiment d'artillerie lourde divisionnaire - 226e régiment d'artillerie lourde divisionnaire - 227e régiment d'artillerie lourde divisionnaire - 228e régiment d'artillerie lourde divisionnaire - 229e régiment d'artillerie lourde divisionnaire - 230e régiment d'artillerie lourde divisionnaire - 231e régiment d'artillerie lourde divisionnaire - 232e régiment d'artillerie lourde divisionnaire - 233e régiment d'artillerie lourde divisionnaire - 234e régiment d'artillerie lourde divisionnaire - 235e régiment d'artillerie lourde divisionnaire - 236e régiment d'artillerie lourde divisionnaire - 237e régiment d'artillerie lourde divisionnaire - 240e régiment d'artillerie lourde divisionnaire - 241e régiment d'artillerie lourde divisionnaire - 242e régiment d'artillerie lourde divisionnaire - 243e régiment d'artillerie lourde divisionnaire - 247e régiment d'artillerie lourde divisionnaire - 248e régiment d'artillerie lourde divisionnaire | - 254e régiment d'artillerie lourde divisionnaire - 255e régiment d'artillerie lourde divisionnaire - 256e régiment d'artillerie lourde divisionnaire - 258e régiment d'artillerie lourde divisionnaire - 261e régiment d'artillerie lourde divisionnaire - 264e régiment d'artillerie lourde divisionnaire - 266e régiment d'artillerie lourde divisionnaire - 268e régiment d'artillerie lourde divisionnaire - 281e régiment d'artillerie lourde divisionnaire - 282e régiment d'artillerie lourde divisionnaire - 285e régiment d'artillerie lourde divisionnaire - 286e régiment d'artillerie lourde divisionnaire - 287e régiment d'artillerie lourde divisionnaire - 288e régiment d'artillerie lourde divisionnaire - 289e régiment d'artillerie lourde divisionnaire - 291e régiment d'artillerie lourde divisionnaire - 293e régiment d'artillerie lourde divisionnaire - 294e régiment d'artillerie lourde divisionnaire - 296e régiment d'artillerie lourde divisionnaire - 297e régiment d'artillerie lourde divisionnaire |

##### Régiments d'artillerie lourde portée (RALP)
- 351e régiment d'artillerie lourde portée
- 352e régiment d'artillerie lourde portée
- 355e régiment d'artillerie lourde portée
- 361e régiment d'artillerie lourde portée
- 363e régiment d'artillerie lourde portée
- 364e régiment d'artillerie lourde portée

##### Régiments d'artillerie lourde à grande puissance (RALGP)
Le régiment d’artillerie lourde à grande puissance est organisé lors de la mobilisation en 1939 avec un état-major, une batterie hors rang et trois groupes de deux batteries de quatre pièces, chaque groupe disposant d’un état-major, d’une colonne de ravitaillement et donc de deux batteries de tirs. Ils sont équipés des pièces les plus puissantes de l’artillerie française en dehors de l’artillerie lourde sur voie ferrée. Il s'agit de canons de 220L 17 Schneider et de 280mm Schneider sur affut chenillés Saint-Chamond.
- 171e régiment d'artillerie lourde à grande puissance
- 172e régiment d'artillerie lourde à grande puissance
- 173e régiment d'artillerie lourde à grande puissance
- 174e régiment d'artillerie lourde à grande puissance

##### Régiment d'artillerie lourde sur voie ferrée(RALVF)
- 370e régiment d'artillerie lourde sur voie ferrée (régiment des services)
- 371e régiment d'artillerie lourde sur voie ferrée
- 372e régiment d'artillerie lourde sur voie ferrée
- 373e régiment d'artillerie lourde sur voie ferrée
- 374e régiment d'artillerie lourde sur voie ferrée

### Régiments d'artillerie spéciale(RAS)

#### Régiments existants à la fin de la Première Guerre mondiale 1918-1919
Régiments existants équipés de chars d’assaut (type Saint-Chamond, Renault FT ou Schneider CA1) à la fin de la Première Guerre mondiale.
- 500e régiment d'artillerie spéciale
- 501e régiment d'artillerie spéciale
- 502e régiment d'artillerie spéciale
- 503e régiment d'artillerie spéciale
- 504e régiment d'artillerie spéciale
- 505e régiment d'artillerie spéciale
- 506e régiment d'artillerie spéciale
- 507e régiment d'artillerie spéciale
- 508e régiment d'artillerie spéciale
- 509e régiment d'artillerie spéciale

#### Entre-deux-guerres
Ces régiments sortent de la classification du domaine de l'artillerie pour avoir leur propre désignation en tant que régiments de chars de combat : histoire du char de combat.

### Régiments d'artillerie de tranchée (RAT)

#### Régiments existants à la fin de la Première Guerre mondiale 1918-1919
Artillerie spécialisée dans la guerre de tranchée.
- 175e régiment d'artillerie de tranchée
- 176e régiment d'artillerie de tranchée
- 177e régiment d'artillerie de tranchée
- 178e régiment d'artillerie de tranchée
- 179e régiment d'artillerie de tranchée

#### Régiments existants au début de la Seconde Guerre mondiale 1939-1940
- 391e régiment d'artillerie de tranchée

### Régiments d'artillerie anti-aérienne (RAA)

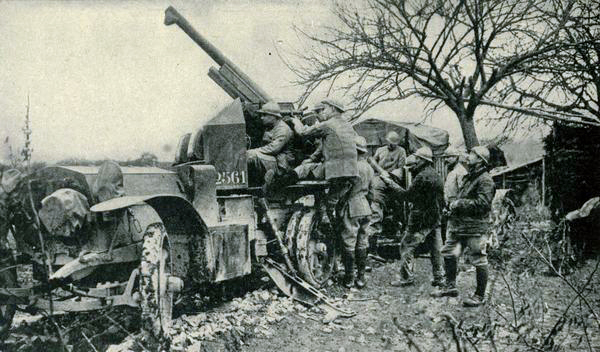
Autocanon en position de tir.

Le 22 août 1914 les fantassins du 62° d'infanterie territoriale prétendent avoir abattu par des tirs combinés de canon de 75 et de mitrailleuse le premier Zeppelin entre Celle et Badonviller (ce Zeppelin, le LZ 23 (en) aurait en fait été touché par des tirs amis).  Il existait depuis 1910 un autocanon de 75 mais il n'est entré en service qu'en novembre 1914, il y en eut onze sections créées.
En 1916 ces formations antiaériennes sont regroupées au sein du dépôt du 62e régiment d'artillerie de St-Cloud .
En octobre 1917 devant l'accroissement des moyens et des besoins sont créés les premiers régiments d'artillerie contre aéronefs :
- 63e régiment d'artillerie de défense contre avion ;
- 64e régiment d'artillerie de défense contre avion ;
- 65e régiment d'artillerie de défense contre avion.

En 1918 le canon de 105 long type 1917[Quoi ?] fut adapté au tir antiaérien ; des sections de projecteurs furent adjoints aux régiments d'artillerie de défense contre avion.

#### Régiments d'artillerie de défense contre aéronefs ou contre avion (R.A.D.C.A)

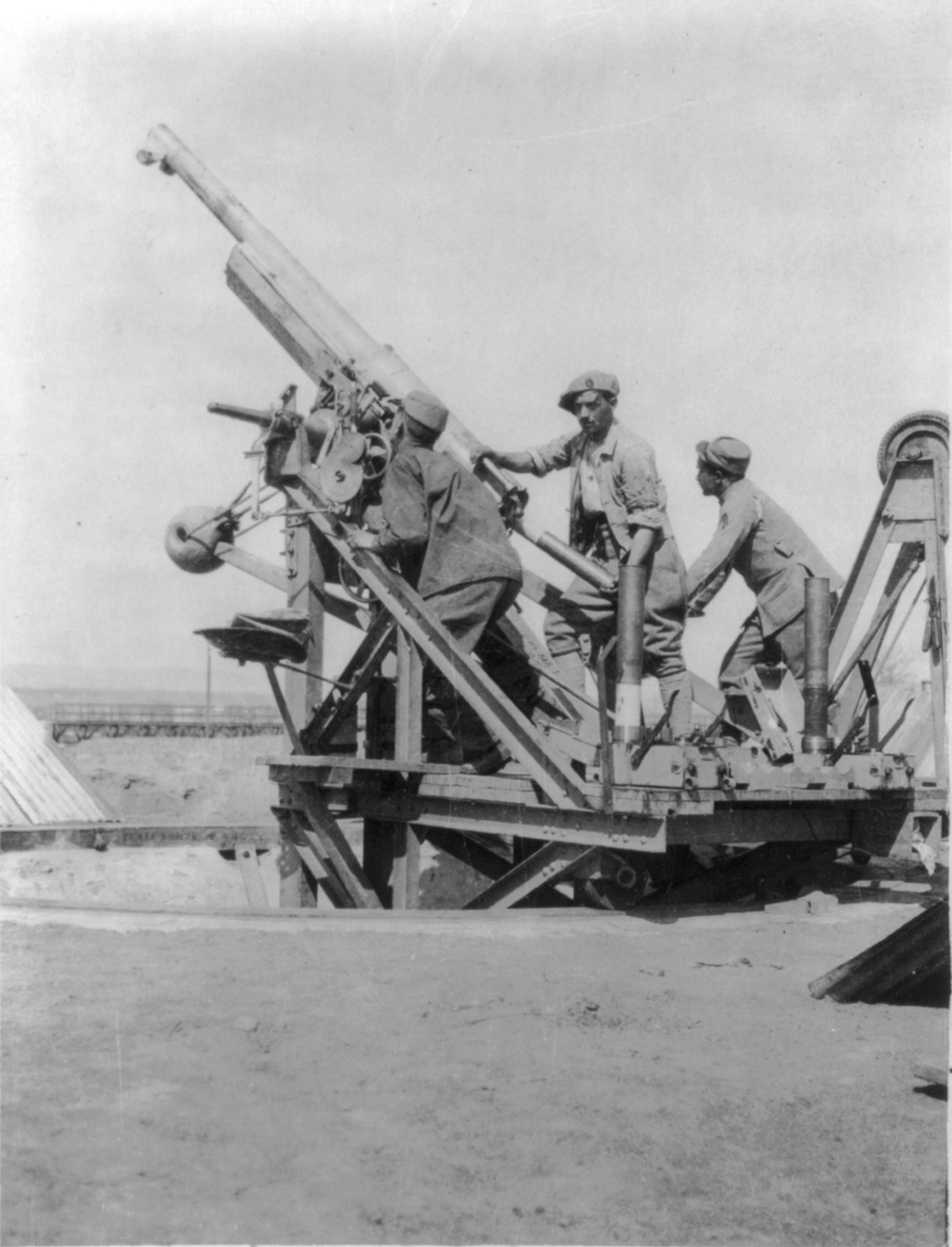
Artilleurs en position pendant l'Expédition de Salonique.

##### Régiments existants à la fin de la Première Guerre mondiale 1918-1919
En octobre 1917 création des premiers régiments d'artillerie contre aéronefs :
- 63e régiment d'artillerie de défense contre avion ;
- 64e régiment d'artillerie de défense contre avion ;
- 65e régiment d'artillerie de défense contre avion.

En août 1918, répartition du 63e en 4 régiments spécialisés (incluant le 63e) soit la création de 3 nouveaux régiments :
- 66e régiment d'artillerie de défense contre avion ;
- 67e régiment d'artillerie de défense contre avion ;
- 166e régiment d'artillerie de défense contre avion.

##### Régiments existants au début de la Seconde Guerre mondiale 1939-1940
- 401e régiment d'artillerie de défense contre avion
- 402e régiment d'artillerie de défense contre avion
- 403e régiment d'artillerie de défense contre avion
- 404e régiment d'artillerie de défense contre avion
- 405e régiment d'artillerie de défense contre avion
- 406e régiment d'artillerie de défense contre avion
- 407e régiment d'artillerie de défense contre avion
- 408e régiment d'artillerie de défense contre avion
- 409e régiment d'artillerie de défense contre avion

#### Régiments d'artillerie antiaérienne (R.A.A)
- 401e régiment d'artillerie antiaérienne
- 402e régiment d'artillerie antiaérienne
- 403e régiment d'artillerie antiaérienne
- 404e régiment d'artillerie antiaérienne
- 405e régiment d'artillerie antiaérienne
- 406e régiment d'artillerie antiaérienne
- 407e régiment d'artillerie antiaérienne
- 408e régiment d'artillerie antiaérienne
- 409e régiment d'artillerie antiaérienne
- 410e régiment d'artillerie antiaérienne

- 411e régiment d'artillerie antiaérienne

- 421e régiment d'artillerie antiaérienne
- 422e régiment d'artillerie antiaérienne
- 423e régiment d'artillerie antiaérienne

### Groupes d'artillerie antiaérienne (GAA) et groupe d'artillerie antiaérienne légère (GAAL)
- 451e groupe d'artillerie antiaérienne légère
- 452e groupe d'artillerie antiaérienne légère
- 453e groupe d'artillerie antiaérienne légère
- 454e groupe d'artillerie antiaérienne légère
- 457e groupe d'artillerie antiaérienne
- 458e groupe d'artillerie antiaérienne légère
- 465e groupe d'artillerie antiaérienne
- 475e groupe d'artillerie antiaérienne
- 477e groupe d'artillerie antiaérienne
- 481e groupe d'artillerie antiaérienne
- 485e groupe d'artillerie antiaérienne : voir 721e groupe d'artillerie guidée
- 486e groupe d'artillerie antiaérienne

### Groupes d'artillerie guidée (GAG)
- 701e groupe d'artillerie guidée
- 702e groupe d'artillerie guidée : voir 7e régiment d'artillerie
- 721e groupe d'artillerie guidée

### Régiments d'artillerie parachutistes (RAP)
- 35e régiment d'artillerie parachutiste

### Régiment d'artillerie nord africain (RANA)
- 6e régiment d’artillerie nord africain
- 20e régiment d’artillerie nord africain
- 33e régiment d’artillerie nord africain
- 40e régiment d’artillerie nord africain
- 54e régiment d’artillerie nord africain
- 80e régiment d’artillerie nord africain
- 81e régiment d’artillerie nord africain
- 82e régiment d’artillerie nord africain
- 380e régiment d’artillerie nord africain
- 385e régiment d’artillerie nord africain
- 386e régiment d’artillerie nord africain
- 387e régiment d’artillerie nord africain

### Groupes d'artillerie de campagne d'Afrique (GACA) et groupes d'artillerie à pied d'Afrique (GAPA)
- 1er groupe d'artillerie de campagne d'Afrique
- 2e groupe d'artillerie de campagne d'Afrique
- 3e groupe d'artillerie de campagne d'Afrique
- 4e groupe d'artillerie de campagne d'Afrique
- 5e groupe d'artillerie de campagne d'Afrique
- 6e groupe d'artillerie à pied d'Afrique
- 7e groupe d'artillerie à pied d'Afrique
- 7e groupe d'artillerie de campagne d'Afrique
- 8e groupe d'artillerie de campagne d'Afrique
- 9e groupe d'artillerie de campagne d'Afrique
- 10e groupe d'artillerie de campagne d'Afrique
- 11e groupe d'artillerie de campagne d'Afrique
- 12e groupe d'artillerie de campagne d'Afrique
- 13e groupe d'artillerie de campagne d'Afrique
- 14e groupe d'artillerie de campagne d'Afrique
- 15e groupe d'artillerie de campagne d'Afrique

### Régiments d'artillerie d'Afrique (RAA)
- 62e régiment d'artillerie d'Afrique
- 63e régiment d'artillerie d'Afrique
- 64e régiment d'artillerie d'Afrique
- 65e régiment d'artillerie d'Afrique
- 66e régiment d'artillerie d'Afrique
- 67e régiment d'artillerie d'Afrique
- 68e régiment d'artillerie d'Afrique
- 69e régiment d'artillerie d'Afrique

- 85e régiment d’artillerie d'Afrique
- 86e régiment d’artillerie d'Afrique
- 87e régiment d’artillerie d'Afrique
- 88e régiment d’artillerie d'Afrique

### Régiments d'artillerie de Marine

#### Régiments d'artillerie coloniale (RAC)

##### Régiments existants au début de la Première Guerre mondiale 1914
Appelés régiment d'artillerie de campagne coloniale (RACC) ou régiment d'artillerie de campagne colonial (RAC colonial).
- 1er régiment d'artillerie coloniale
- 2e régiment d'artillerie coloniale
- 3e régiment d'artillerie coloniale
- 4e régiment d'artillerie coloniale
- 5e régiment d'artillerie coloniale
- 6e régiment d'artillerie coloniale
- 7e régiment d'artillerie coloniale

##### Régiments existants à la fin de la Première Guerre mondiale 1918-1919
Appelés régiment d'artillerie de campagne coloniale (RACC) ou régiment d'artillerie de campagne colonial (RAC colonial).
- 10e régiment d'artillerie coloniale[5]
- 13e régiment d'artillerie coloniale
- 21e régiment d'artillerie coloniale
- 22e régiment d'artillerie coloniale
- 23e régiment d'artillerie coloniale
- 41e régiment d'artillerie coloniale
- 42e régiment d'artillerie coloniale
- 43e régiment d'artillerie coloniale
- 182e régiment d'artillerie à pied coloniale
- 183e régiment d'artillerie à pied coloniale

#### Régiments créés momentanément pendant l'entre-deux-guerres
- 38e régiment d'artillerie coloniale
- 58e régiment d'artillerie coloniale
- 310e régiment d'artillerie coloniale portée

##### Régiments existants au début de la Seconde Guerre mondiale 1939-1940
- 1er régiment d'artillerie coloniale
- 2e régiment d'artillerie coloniale
- 3e régiment d'artillerie coloniale

- 8e régiment d'artillerie coloniale
- 9e régiment d'artillerie coloniale
- 10e régiment d'artillerie coloniale
- 12e régiment d'artillerie coloniale

- 21e régiment d'artillerie coloniale mixte malgache
- 22e régiment d'artillerie coloniale
- 23e régiment d'artillerie coloniale mixte malgache

- 32e régiment d'artillerie coloniale mixte malgache

- 41e régiment d'artillerie coloniale
- 42e régiment d'artillerie coloniale
- Régiment d'artillerie coloniale de la Corse[6]

- Régiment d'artillerie coloniale de la Côte française des Somalis
- Régiment d'artillerie coloniale du Levant
- Régiment d'artillerie coloniale du Maroc
- 1er régiment d'artillerie coloniale de Tunisie
- 2e régiment d'artillerie coloniale de Tunisie

##### Régiments existant à la fin de la Seconde Guerre mondiale 1944-1945
- 1er régiment d'artillerie coloniale
- 2e régiment d'artillerie coloniale
- 7e régiment d'artillerie coloniale
- 8e régiment d'artillerie coloniale
- 10e régiment d'artillerie coloniale

#### Régiments d’artillerie lourde coloniale (RALC)
Régiments existants au début de la Seconde Guerre mondiale 1939-1940 :
- 11e régiment d'artillerie lourde coloniale
- 201e régiment d'artillerie lourde coloniale
- 202e régiment d'artillerie lourde coloniale
- 203e régiment d'artillerie lourde coloniale
- 208e régiment d'artillerie lourde coloniale
- 212e régiment d'artillerie lourde coloniale
- 221e régiment d'artillerie lourde coloniale mixte malgache
- 222e régiment d'artillerie lourde coloniale
- 223e régiment d'artillerie lourde coloniale mixte malgache
- 232e régiment d'artillerie lourde coloniale mixte malgache
- 242e régiment d'artillerie lourde coloniale

#### Régiments d'artillerie coloniale portée (RACP)
Régiments existants au début de la Seconde Guerre mondiale 1939-1940 :
- 310e régiment d'artillerie coloniale portée
- 320e régiment d'artillerie coloniale portée

#### Régiments d'artillerie de marine (R.A.Ma)
Surnommés les bigors, les troupes coloniales sont renommés troupes d'outre-mer en 1958 puis retrouvent leurs appellations d'origine de troupes de marine en 1960 (les régiments prennent le nom de régiments d'artillerie de marine le 1er décembre 1958) :
- 1er régiment d'artillerie de marine
- 2e régiment d'artillerie de marine
- 3e régiment d'artillerie de marine
- 4e régiment d'artillerie de marine
- 5e régiment d'artillerie de marine
- 6e régiment d'artillerie de marine
- 7e régiment d'artillerie de marine
- 8e régiment d'artillerie de marine
- 9e régiment d'artillerie de marine (le 9e RAMa prend les inscriptions du RACM)
- 10e régiment d'artillerie de marine
- 11e régiment d'artillerie de marine
- 12e régiment d'artillerie de marine
- 13e régiment d'artillerie de marine
- 21e régiment d'artillerie de marine
- 22e régiment d'artillerie de marine
- 41e régiment d'artillerie de marine
- 43e régiment d'artillerie de marine
- 54e régiment d'artillerie de marine (54e RAMa non affecté)

## Liste des régiments d'artillerie classés par type d'armement

### Régiments utilisant des missiles nucléaires

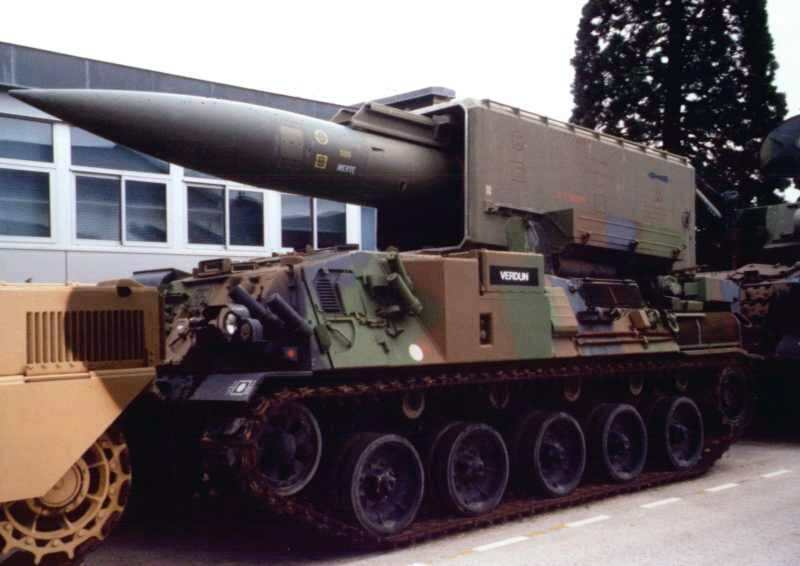
Tracteur-érecteur-lanceur Pluton sur châssis AMX-30 en service entre 1974 et 1993.

De 1959 à 1996, trois systèmes d'armes à capacité nucléaire sont en service dans l'Armée de terre. Le missile MGR-1 Honest John de 1959 à 1966, le Pluton de 1974 a 1993 et l'Hadès de 1992 à 1996.
- 3e régiment d'artillerie
- 4e régiment d'artillerie
- 15e régiment d'artillerie
- 19e régiment d'artillerie (formation et entrainement)
- 32e régiment d'artillerie
- 74e régiment d'artillerie

## Sources et bibliographie
- Henri Kauffer, « L'artillerie », dans Pierre Guinard, Jean-Claude Devos et Jean Nicot, Inventaire des archives de la Guerre : Série N 1872-1919, vol. 1 : Introduction, guide des sources, bibliographie, Troyes, Imprimerie La Renaissance, 1975 (lire en ligne), p. 143-161
- Historiques des unités d’artillerie (régiments, groupements, groupes) : Sol-Sol
- Louis Susane : Histoire de l'artillerie française
- Capitaine d'artillerie Leroy : Historique et organisation de l'artillerie : l'artillerie française depuis le 2 août 1914
- Les troupes de la marine, 1774-1816
- Historiques de l'artillerie française, tome I & II, colonels Henri Kauffer et Georges Van den Bogaert, imprimerie de L'Ecole d'Application de L'Artillerie- DRAGUIGNAN 1989
- L'Artillerie Française et ses insignes, tome I & V, Chef d'escadron Charles Letrait, Toulouse, imprimerie Dulaurier, 1978-1979
- L'Armée Française de 1919 à 1939, livre I, II & III, Colonel Paoli, Service Historique